# Lótusz-torony
A Lótusz-torony (szingalézül: නෙළුම් කුළුණ (Nelum Kuluna), tamilul: தாமரைக் கோபுரம் (Támaraik Kópuram)) egy 356 méter magas torony Colombo városában. 2019-es átadásakor Srí Lanka, sőt, egész Dél-Ázsia legmagasabb öntartó szerkezetű építménye volt.

## Története
Tervezése 2008-ra fejeződött be, de építése, amelyben több mint 70 Srí Lanka-i mérnök és szakértő működött közre, csak 2012-ben kezdődött el, és, bár eleinte 2015-re jósolták az elkészültét, végül csak 2019-re fejeződött be. A költségeket, amelyekhez a kínai Exim Bank kölcsönére is szükség volt, 19 milliárd Srí Lanka-i rúpiára becsülik. Amikor elkészült, Ázsia 11., a világ 19. legmagasabb tornya volt.

## Leírás
A 356 méter magas építmény a Srí Lanka nyugati partján fekvő Colombóban található, az óceán partjától mintegy 1,5 km távolságra, a Béré-tó partján (bár eredetileg nem itt, hanem a Pelijagoda nevű külvárosban akarták felépíteni). Alapzatánál kerülete 45 méter, a tetején levő antenna hossza közel 90 méter. Alakját a lótuszvirág ihlette, amely a Srí Lanka-i kultúrában a tisztaságot jelképezi, de utal az ország virágzására is. „Szárának” színe is azért zöld, és a kiszélesedő „virágbimbó” is azért bíbor, hogy még jobban hasonlítson a lótuszra.
A torony alapvetően telekommunikációs célokat szolgál (20 televízió- és 50 FM-adót sugároz mintegy 50–60 km távolságig), de turisztikai jelentősége is nagy: amellett, hogy önmagában is látványos, működik benne bevásárlóközpont, kilátó, távközlési múzeum és forgó étterem is.
Összesen négy bejárata van, de ebből kettőt a különösen fontos vendégek, például állami vezetők számára tartanak fenn.

## Képek

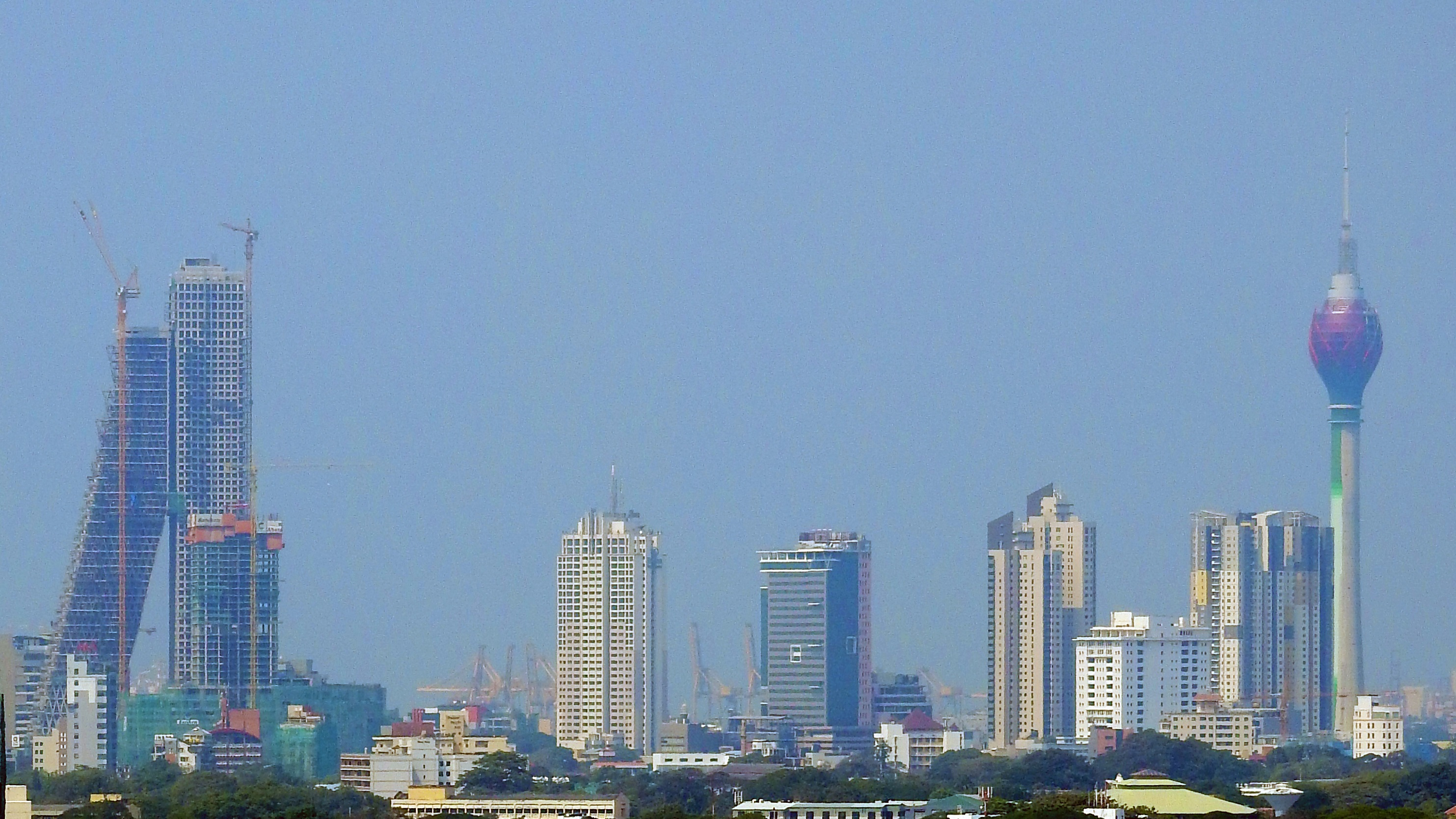
Colombo egy részének látképe 2017-ben, jobb szélen a Lótusz-torony
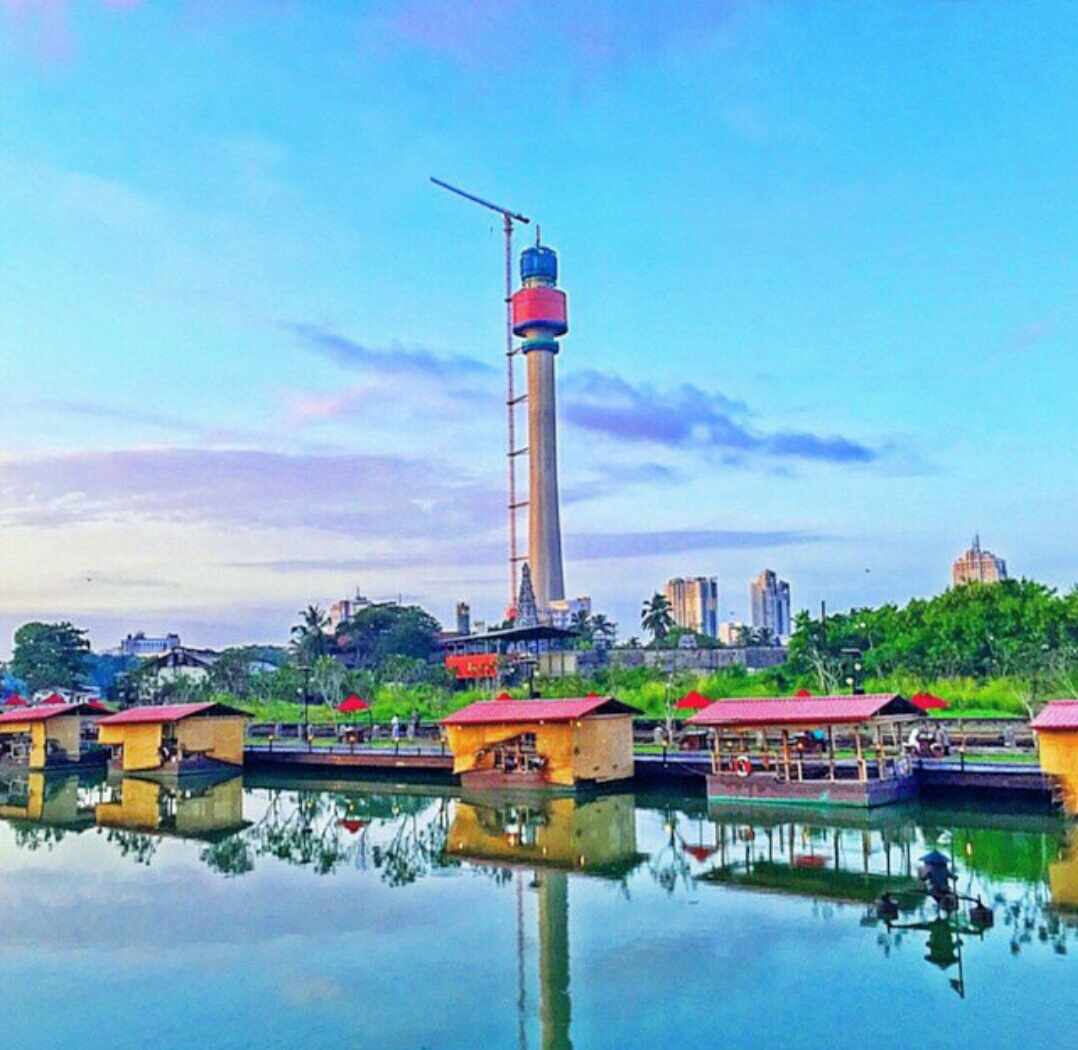
A torony építése 2015-ben
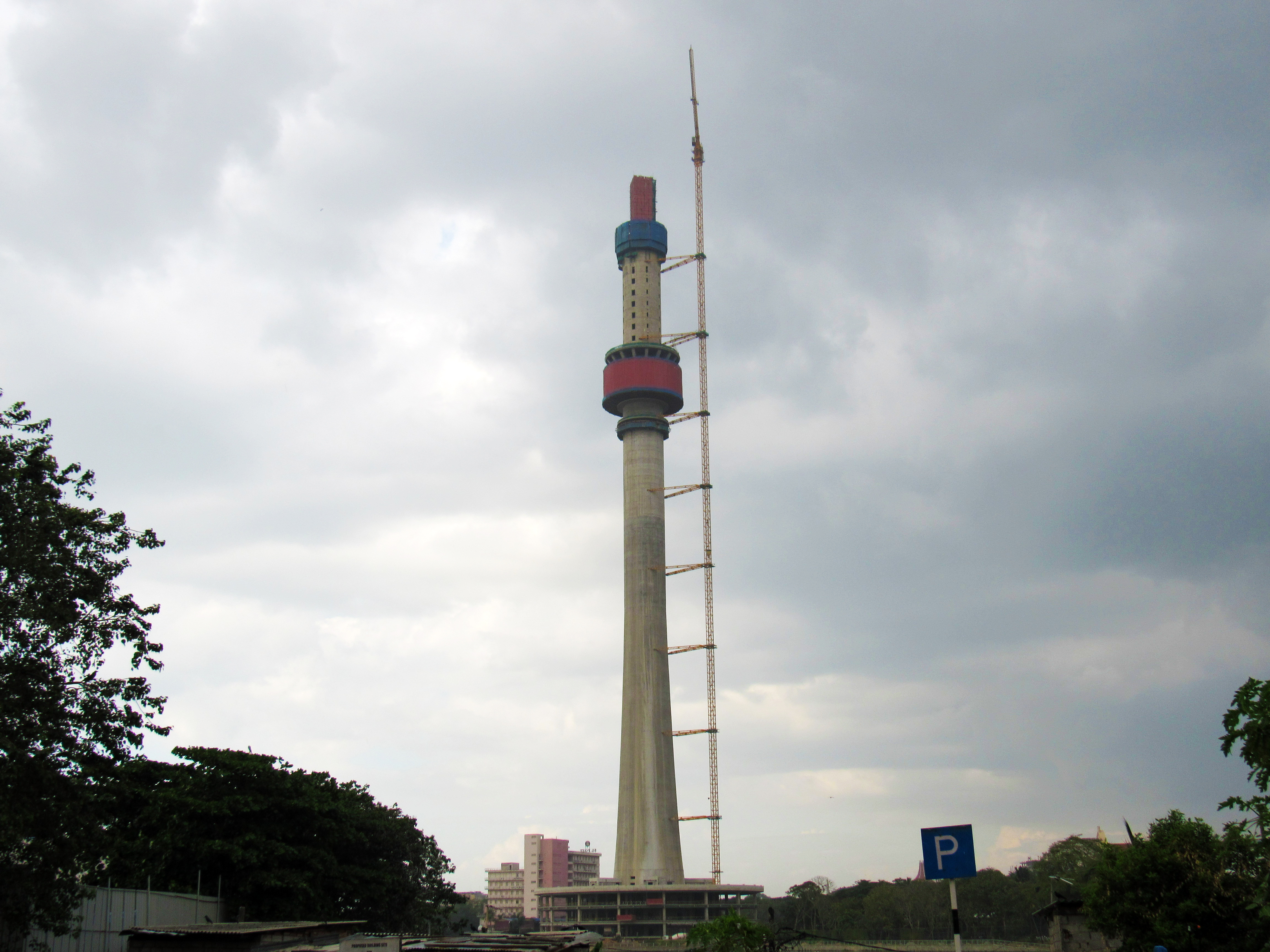
A torony építése 2016-ban
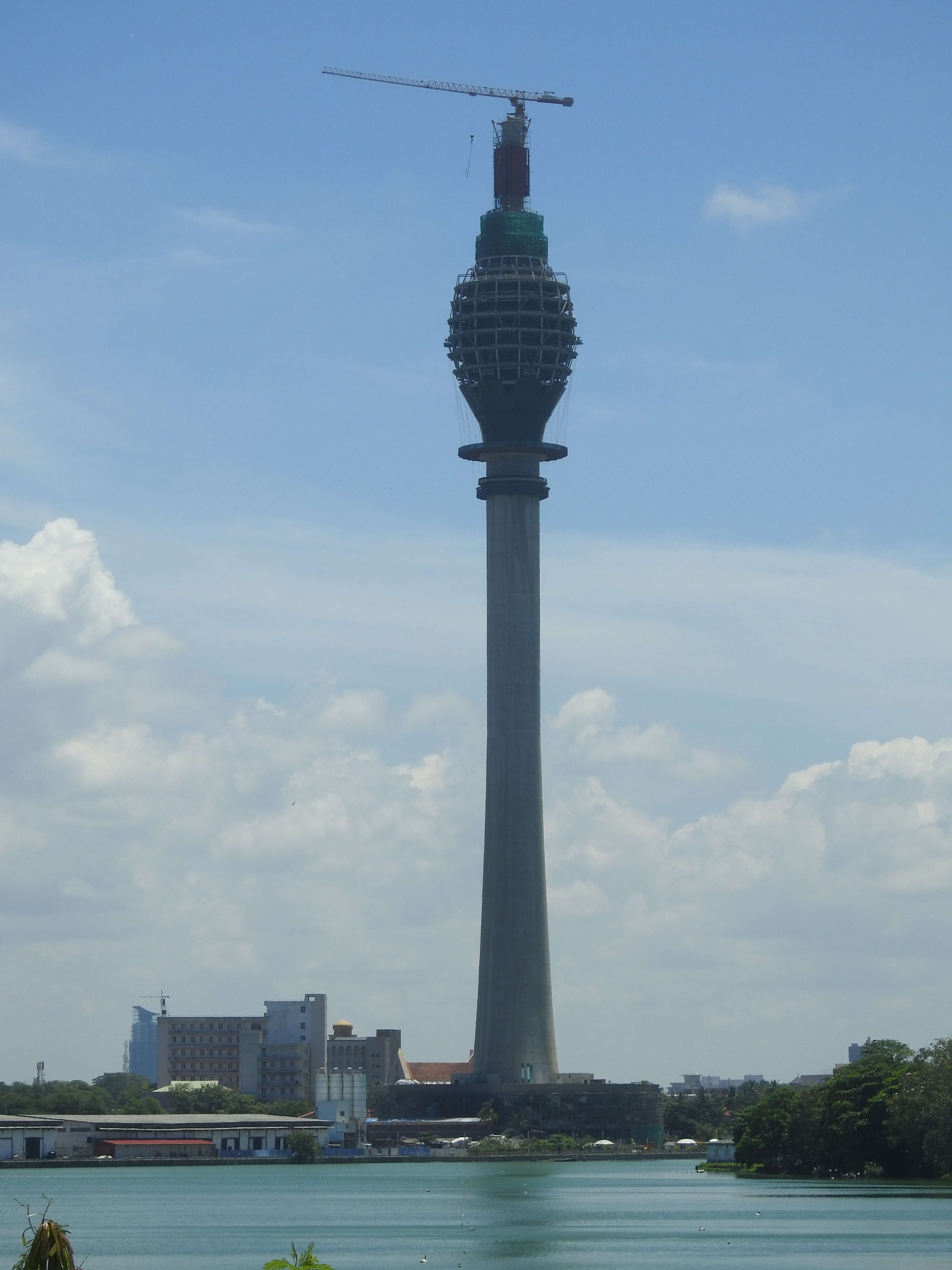
Az építkezés 2017-ben